# Bane
|  | Per a altres significats, vegeu «Bane (grup hardcore)». |

Bane és un personatge de ficció de còmic que pertany a l'univers DC. És un dels enemics de Batman més coneguts, junt amb el Joker, Dues Cares o El Pingüí. La seva primera aparició va ser al còmic Batman: Vengeance of Bane #1 al 1993. Bane va ser reconegut com el número 34 a la llista dels Millors Malvats del Còmic de la Història, a la revista IGN.

## Biografia de ficció
Bane, va néixer a la presó insular de Santa Prisca, on el seu pare hi complia cadena perpètua, en aquesta presó només hi coneix la violència i, a mesura que creixia, augmentava la seva força física i el seu odi cap al món exterior. Ell sempre entrenava a la presó i llegia llibres filosòfics. Al cap de vuit anys ja va matar el primer dels molts presos com ell. Quan ja era gran va ser reclutat per fer un experiment amb la droga Venom, aquesta droga sintètica proporciona una força extrema, amb l'efecte secundari de demència. Va ser l'únic que va sobreviure a l'experiment, i es va alliberar. Un dels seus moments més reconeguts a la història dels còmics és quan va trencar l'esquena a Batman, a la Batcova, axó va passar al còmic, Knightfall. després de derrotar a Batman es va fer amo dels baixos fondos a Gotham Cyty, fins que va ser derrotat per Jean Paul Valley, aspirant a substituir Batman. Des de'aquell moment Bane, amb l'ajuda de Ra's al Ghul, no ha deixat d'amenaçar la ciutat de Gotham i el món sencer.

### Poders
La substància anomenada Venom, li dona a Bane, una increïble força i li permet de curar-se molt ràpid. A la lluita és un molt bon estrateg i domina diversos estils de combat, una altra de les seves característiques és la seva gran intel·ligència, que quan va estar a la presó, va aprofitar per estudiar i adquirir més coneixements.

## D'altres Mitjans
El 1997, Bane va ser interpretat a la pel·lícula Batman & Robin pel conegut lluitador Robert Swenson, actuació que va ser molt criticada. El 2012, Tom Hardy va ser l'encarregat d'interpretar al Bane a El cavaller fosc: la llegenda reneix, com el principal antagonista.